# Del Dako
Del Dako (Toronto, 1954 - 19 januari 2013) was een Canadese jazz-muzikant (alt- en baritonsaxofoon, vibrafoon), die actief was in de jazzscene van Toronto.
Dako, een zoon van Hongaarse immigranten, speelde in de bigband van Jim Galloway en de groep Jive Bombers en begeleidde bezoekende musici als Slim Gaillard en Eddie "Cleanhead" Vinson. In de jaren negentig verschenen van hem verschillende albums. Na een ernstig ongeluk op de mountainbike in 2001 kon hij niet langer saxofoon spelen en stapte hij noodgedwongen over op de vibrafoon. Ook was hij actief als muziekleraar.
Jazz Report Magazine riep Dako drie keer uit tot 'saxofonist van het jaar'.
Dako ontdekte in 2012 dat hij leed aan non-hodgkinlymfoom, in 2013 besloot hij er een punt achter te zetten.

## Discografie
- Balancing Act, Sackville Records, 1995
- Vindaloo, 1998
- My Old Hat, Dako Music
- My New Hat, Dako Music, 2010